# Notocladius capicola
Notocladius capicola är en tvåvingeart som beskrevs av Harrison 1997. Notocladius capicola ingår i släktet Notocladius och familjen fjädermyggor. Inga underarter finns listade i Catalogue of Life.